# Stalagtia kratochvili
Stalagtia kratochvili är en spindelart som beskrevs av Brignoli 1976. Stalagtia kratochvili ingår i släktet Stalagtia och familjen ringögonspindlar.
Artens utbredningsområde är Grekland. Inga underarter finns listade i Catalogue of Life.